# Шевченко (Михайловский район)
Шевченко (укр. Шевченка) — село,
Раздольский сельский совет,
Михайловский район,
Запорожская область,
Украина.
Код КОАТУУ — 2323386609. Население по переписи 2001 года составляло 114 человек.

## Географическое положение
Село Шевченко находится на расстоянии в 0,5 км от села Трудовик и в 1-м км от села Абрикосовка.
Рядом проходят автомобильная дорога М-18 (E 105) и
железная дорога, станция Платформа 1170 км в 2-х км.

## История
- 1921 год — дата основания хутор Шевченко-Первый.
- В 1945 г. переименован в Шевченко[2].